# Amersfoort
Amersfoort (nizozemska izgovorjava: [ˈaːmərsfoːrt] ()) je mesto in občina v provinci Utrecht na Nizozemskem in se nahaja v Randstadu. Na dan 1. december 2021 je imela občina 158.531 prebivalcev, kar jo uvršča na drugo največje mesto v pokrajini in petnajsto največje v državi. Amersfoort je tudi eno največjih nizozemskih železniških vozlišč s svojimi tremi postajami – Amersfoort Centraal, Schothorst in Vathorst – zaradi svoje lege na dveh glavnih nizozemskih železniških progah od vzhoda proti zahodu in severa proti jugu. Mesto je bilo med poletnimi olimpijskimi igrami leta 1928 uporabljeno kot prizorišče dogodkov v sodobnem peteroboju. Amersfoort je leta 2009 obeležil svojo 750. obletnico mesta.

## Populacijski centri
Občino Amersfoort sestavljajo naslednja mesta, kraji, vasi in okrožja: Bergkwartier, Bosgebied, Binnenstad, Hoogland, Hoogland-West, Kattenbroek, Kruiskamp, de Koppel, Liendert, Rustenburg, Nieuwland, Randenbroek, Schuilenburg, Schothorst, Soesterkwartier, Vathorst, Hooglanderveen, Vermeerkwartier, Leusderkwartier, Zielhorst in Stoutenburg-Noord.

## Zgodovina
Lovci nabiralci so v mezolitskem obdobju postavili taborišča v regiji Amersfoort. Arheologi so severno od mesta našli sledi teh taborišč, kot so ostanki ognjišč in včasih mikrolitski predmeti iz kremena.

### Zgodnja leta
Ostanki naselbin na območju Amersfoorta iz okoli leta 1000 pr. n. št., vendar se je ime Amersfoort po brodu na reki Amer, ki se danes imenuje Eem, pojavilo šele v 11. stoletju. Mesto je zraslo okoli tega, kar je danes znano kot osrednji trg, Hof, kjer so škofje iz Utrechta ustanovili sodišče za nadzor nad območjem "Gelderse Vallei ". Mestne pravice mu je leta 1259 podelil utrechtski škof Henrik I. Viandenski. Prvi obrambni zid, zgrajen iz opeke, je bil postavljen okoli leta 1300. Kmalu zatem se je pokazala potreba po širitvi mesta in okoli leta 1380 se je začela gradnja novega obzidja, ki je bilo dokončano okoli leta 1450. Slavni Koppelpoort, kombinirana kopenska in vodna vrata, je del tega drugega zidu. Prvo obzidje so porušili in na njegovem mestu zgradili hiše. Današnja ulica Muurhuizen (obzidje) je točno na mestu prvega obzidja; pročelja hiš so zgrajena na vrhu prvega mestnega obzidja.
Zvonik Onze-Lieve-Vrouwentoren (stolp Naše Gospe)  je z 98 m (322 ft) ) eden najvišjih srednjeveških cerkvenih stolpov na Nizozemskem. Ko je bil zgrajen, je bila srednja točka Nizozemske,  zgrajena je bila točno v središču in referenca nizozemskega omrežnega sistema. Vzdevek stolpa je Lange Jan ('Dolgi Janez'). 
Stolp in cerkev so začeli graditi leta 1444. Cerkev je leta 1787 porušila eksplozija, a je stolp preživel, postavitev cerkve pa lahko še danes razberemo po uporabi različnih vrst kamna v tlaku odprtega prostora, ki je nastal. Zdaj je referenčna točka koordinatnega sistema RD, koordinatne mreže, ki jo uporablja nizozemska topografska služba. 
Notranje mesto Amersfoorta je dobro ohranjeno iz srednjega veka. Poleg Onze-Lieve-Vrouwetoren, Koppelpoort in Muurhuizen (Obzidne hiše) je tu še Sint-Joriskerk (cerkev svetega Jurija), sistem kanalov z mostovi ter srednjeveške in druge stare stavbe; mnoge so označene kot nacionalni spomeniki. V srednjem veku je bil Amersfoort pomembno središče tekstilne industrije, kjer je bilo tudi veliko pivovarn. V srednjem veku so v Amersfoortu živeli tudi Judje, preden so bili leta 1546 izgnani iz province in so se leta 1655 začeli vračati v mesto.

### IzvorKeistada
Vzdevek za Amersfoort, Keistad (mesto balvanov), izvira iz Amersfoortse Kei, 9 t (19.842 lb) -    balvan, ki ga je leta 1661 400 ljudi zvleklo iz barja Soest v mesto zaradi stave med dvema veleposestnikoma. Ljudje so dobili nagrado, ko je zmagovalec vsem kupil pivo in preste. V drugih bližnjih mestih so prebivalci Amersfoorta dobili vzdevek Keientrekker (podiralci balvanov). Ta zgodba je spravila prebivalce v zadrego in leta 1672 so balvan zakopali v mestu, ko pa so ga leta 1903 znova našli, so ga postavili na vidno mesto kot spomenik. Na Nizozemskem ni veliko balvanov, zato ga lahko štejemo za ikono.

### Novi Amersfoort
Eno od šestih nizozemskih mest, ustanovljenih v 17. stoletju v današnjem Brooklynu, se je imenovalo "Nieuw Amersfoort" (Novi Amersfoort). Prvotna lastnika patenta sta bila Wolfert Gerritse van Kouwenhoven in Andries Hudde. Za razliko od drugih nizozemskih imen, ki so se obdržala do danes, se Nieuw Amersfoort zdaj imenuje " Ravna dežela ".
V 18. stoletju je mesto cvetelo zaradi gojenja tobaka, vendar je od približno leta 1800 naprej začelo usihati.
Upad je bil ustavljen z vzpostavitvijo prve železniške povezave leta 1863 in nekaj let kasneje z izgradnjo znatnega števila pehotnih in konjeniških vojašnic, ki so bile potrebne za obrambo zahodnih nizozemskih mest.
Po dvajsetih letih 20. stoletja se je rast spet ustavila, dokler ni leta 1970 državna vlada Amersfoorta, ki je takrat štel približno 70.000 prebivalcev, imenovala za "mesto v rasti".

### Prva svetovna vojna
Med prvo svetovno vojno je bilo območje Amersfoorta z bližnjima Soesterbergom in Zeistom eno od krajev na Nizozemskem, kamor so se zatekli številni begunci iz Belgije. "Belgenmonument", ki se nahaja v bližini nekdanjega begunskega taborišča Elisabethdorp, obeležuje to obdobje in stiske belgijskih beguncev.

### Druga svetovna vojna
Ker je bil Amersfoort največje garnizijsko mesto na Nizozemskem pred izbruhom druge svetovne vojne z osmimi vojašnicami in delom glavne obrambne črte, je bilo na začetku invazije Nemcev maja 1940 celotno takratno prebivalstvo 43.000 ljudi evakuirano. Po štirih dneh bojev se je prebivalstvo smelo vrniti.
V mestu je delovala judovska skupnost, ki je na začetku vojne štela okoli 700 ljudi. Polovica jih je bila deportiranih in pobitih, predvsem v Auschwitzu in Sobiboru. Leta 1943 je bila sinagoga iz leta 1727 močno poškodovana na ukaz takratne mestne oblasti pod nadzorom nacistov. Po vojni so jo obnovili in ponovno odprli, od takrat jo oskrbuje več rabinov.
V bližini mesta Amersfoort je bilo med vojno nacistično koncentracijsko taborišče. Taborišče, uradno imenovano Polizeiliches Durchgangslager Amersfoort (Policijski tranzitno taborišče Amersfoort), bolj znano kot Kamp Amersfoort, se je dejansko nahajalo v sosednji občini Leusden.
Po vojni je vodja taborišča Joseph Kotälla prestajal dosmrtno ječo. Umrl je v ujetništvu leta 1979. Nekatere žrtve taborišča so pokopane na pokopališču Rusthof v bližini mesta.
Med žrtvami so bili vojni ujetniki iz Sovjetske zveze, vključno s 101 srednjeazijskim prebivalcem, večinoma Uzbekistanci ali državljani Samarkanda. Domačini bi se jih spominjali, vendar identiteta 101 vojaka ni bila znana, dokler novinar Remco Reiding leta 1999 ni začel preiskovati tega primera, potem ko je izvedel za pokopališče.   

## Kultura

### Muzeji
- Hiša Mondriaan: rojstna hiša slikarja Pieta Mondriaana.  Razstavlja v naravni velikosti rekonstrukcijo njegove delavnice v Parizu. Nekaj občasnih razstav in del umetnikov, ki jih je slikar navdihnil.
- Flehite : zgodovinske, izobraževalne in občasne razstave za čudovito fasado. Muzej so leta 2007 zaprli zaradi kontaminacije z azbestom. Maja 2009 je bil prenovljen in ponovno odprt.
- Zonnehof: majhna elegantna modernistična stavba, ki jo je zasnoval Gerrit Rietveld na istoimenskem trgu južno od centra z začasnimi razstavami večinoma sodobne umetnosti. (zaprto)
- Muzej Armando: delo slikarja Armanda, ki je kot otrok živel v Amersfoortu v prenovljeni cerkveni stavbi. Večina cerkve in razstavljene umetnosti je bila uničena v požaru 22. oktobra 2007. [14]
- Nizozemski konjeniški muzej : muzej v 475 let stari vojašnici. Večina drugih vojaških muzejev na Nizozemskem se je vključila v Narodni vojaški muzej ( Nationaal Militair Museum ), vendar je konjeniški muzej ostal močan. Prikazuje nizozemsko konjenico in tanke.
- Muzej kulinarike (zaprt leta 2006).
- Kunsthal KAdE: [15] razstavišče sodobne umetnosti.

## Lokalna vlada
Občinski svet Amersfoorta sestavlja 39 sedežev. 
Mesto ima prvostopenjsko sodišče ( kantongerecht ) in regionalno gospodarsko zbornico.

## Gospodarstvo
- Royal VolkerWessels Stevin NV, glavno evropsko podjetje za gradbene storitve.
- FrieslandCampina, nizozemska mlekarska zadruga.
- Royal HaskoningDHV, svetovalci in inženirji.
- Golden Tulip Hospitality Group, mednarodna hotelska veriga Golden Tulip Hotels, Inns and Resorts. [18]
- Nutreco, živalska in človeška hrana
- Yokogawa Electric, podjetje za elektrotehniko in programsko opremo, katerega evropski sedež je v Amersfoortu

## Pomembni prebivalci
- Paulus Buys (1531–1594) – Veliki penzionar
- Johan van Oldenbarnevelt (1547–1619) – državnik.
- Piet Mondriaan (1872–1944) – slikar, pionir abstraktne umetnosti 20. stoletja
- Willem Sandberg (1897–1984) – grafični oblikovalec, direktor muzeja Stedelijk
- Jan van Hulst (1903-1975) – priznan za pravičnika med narodi
- Johannes Heesters (1903–2011) – igralec in pevec [19]
- Ben Pon (starejši) (1904–1968) – uvoznik avtomobilov in razvijalec Volkswagna tipa 2
- Victor Kaisiepo (1948–2010) – zagovornik samoodločbe Zahodne Papue. [20]
- Paul Cobben (rojen 1951) – filozof

## Pobrateno mesto
- Liberec, Češka republika

## Poglej tudi
- Pokopališče Rusthof
- Poletne olimpijske igre 1928